# Pablo L. Sidar (Chiapas)
Pablo L. Sidar es una localidad del estado mexicano de Chiapas. Es parte del municipio de Chicomuselo.

## Toponimia
El nombre de la localidad rinde homenaje a Pablo L. Sidar, pionero de la aviación mexicano.

## Demografía
| Gráfica de evolución demográfica |
|                                  |

| Censo | Población |
| ----- | --------- |
| 1940  | 83        |
| 1950  | 483       |
| 1960  | 790       |
| 1970  | 1 395     |
| 1980  | 1 920     |
| 1990  | 2 524     |
| 2000  | 2 515     |
| 2010  | 3 070     |
| 2020  | 3 346     |